# Ажнюк Богдан Миколайович
Богда́н Микола́йович Ажню́к (*10 жовтня 1956, с. Білашів Здолбунівського району Рівненської області) — український мовознавець, директор Інституту мовознавства імені Олександра Потебні НАН України (2017), директор Українського бюро лінгвістичних експертиз НАН України (2004). Доктор філологічних наук (2000), професор. Академік НАН України (2024).

## Біографія
Працює в Інституті мовознавства ім. О. О. Потебні НАН України з 1984 р. Закінчив Ужгородський університет (1978), аспірантуру Інституту мовознавства НАН України (1984). Працював молодшим науковим співробітником відділу германських та романських мов, ученим секретарем Інституту мовознавства та Інституту української мови НАН України, провідним науковим співробітником відділу західно- та південнослов'янських мов Інституту мовознавства НАН України, завідувачем відділу мов України Інституту мовознавства НАН України.
Син — Ажнюк Ярослав Богданович (нар. 1989 в Києві), підприємець, засновник, генеральний директор компанії «Petcube».

## Наукові інтереси
Охоплюють: юридичну лінгвістику, соціолінгвістику, проблеми мовної політики і мовного планування, контрастивну лінгвістику, перекладознавство.
Автор праць із контрастивної фразеології та перекладознавства («Англійська фразеологія в культурно-етнічному висвітленні», 1989), соціолінгвістики та проблем двомовності («Мовна єдність нації: діаспора й Україна», 1999; «Мовна політика: Україна і світ», 2021), міжмовної транслітерації, культури української мови та проблем українського правопису. Співавтор розділу «Правопис слів іншомовного походження» у чинній редакції «Українського правопису» (2019), співавтор передмови до чинної редакції «Українського правопису».

## Публікації
Автор близько 150 наукових публікацій, серед них:
- монографія «Англійська фразеологія в культурно-етнічному висвітленні» (1989),
- монографія «Мовна єдність нації: діаспора й Україна» (1999),
- словник «Улюблені англійські прислів'я і приказки» (2001),
- монографія «Мовна політика: Україна і світ» (2021).

Відповідальний редактор і співавтор колективних наукових праць
- «Відтворення українських власних назв (антропонімів і топонімів) іноземними мовами» (1995),
- «Екологія мови і мовна політика в сучасному суспільстві» (2012),
- «Мовні права в сучасному світі» (2014),
- «Мовне законодавство і мовна політика: Україна, Європа, світ» (2019),
- «Українська мова і європейський лінгвокультурний контекст» (2019).

Співавтор колективних монографій
- «Общая лексика германских и балто-славянских языков» (1989),
- «Мови європейського культурного ареалу: розвиток і взаємодія» (1995),
- «Українська мова як державна в Україні» (1999),
- «Najnowsze dzieje jezykow slowianskich. Українська мова» (1999),
- «Державність української мови і мовний досвід світу» (2000),
- «О. О. Потебня й актуальні питання мови та культури» (2004),
- «Мовна ситуація в Україні: між конфліктом і консенсусом» (2008),
- «Історія української культури». — Т. 5. — Кн. 1 (2011),
- «Ukraina Irredenta. Literatura i jezyk Ukrainy XX wieku» (2011),
- «Українці-русини: етнолінгвістичні та  етнокультурні процеси в історичному розвитку» (2013),
- «Загрожені мови. Кримськотатарська та інші тюркські мови в Україні»  (2016),
- «The battle for Ukrainian. A Comparative Perspective» (2016).

### Вибрані публікації
1. Іншомовні слова в орфографічній практиці української діаспори. — Український правопис: так і ні. — К., 1997. — С. 47—67.
2. Слов'янські й неслов'янські запозичення в мові української діаспори. — Мовознавство. 1998. — № 2-3. —С. 145—160.
3. Уроки двомовності: Ірландія. — Державність української мови і мовний досвід світу. — К., 2000. — С. 13-20.
4. Уроки двомовності: Фінляндія. — Державність української мови і мовний досвід світу. — К., 2000. — С. 20-26.
5. Мовні зміни на тлі деколонізації та глобалізації. — Мовознавство. — 2001. — № 3. — С. 48 — 54.
6. Етнозахисна функція мови як наукова проблема (від Потебні до сучасності). — О. О. Потебня й актуальні питання мови та культури. — К., 2004 — С. 50-57
7. Орфографічні та орфоепічні англізми в українській мові. — Зб. "Мова. Людина. Світ. До 70-річчя професора М. П. Кочергана. — К., 2006. — С. 332—341.
8. Мовна ситуація в Україні і зарубіжний досвід мовного планування // Українознавство. — № 1. — 2007
9. Теоретичні й прикладні аспекти перекладу англійських власних імен. — Зб. "Лінгвістика в XXI ст.: нові дослідження і перспективи. — К., 2007. — С. 7-28.
10. Англізми в сучасній українській, російській і чеській мовах. — Мовознавство. — 2008. — № 2-3. — С. 190—207.
11. Англійські абревіатури в українському перекладі. — "Лінгвістика в XXI ст.: нові дослідження і перспективи. — К., 2006. — С. 11-21.
12. Екологія мови: український вимір. Збірник праць Науково-дослідного інституту українознавства. — Т. XVII. — К.,2007. — С. 54-65.
13. Український національний кордон у «Європі без кордонів» // Українознавство. — 2009. — № 1. — С. 172—175.
14. Англійські антропоніми в українському перекладі: структурні й орфографічно-орфоепічні особливості // Вісник Київського національного лінгвістичного університету. Серія: філологічні науки. — К., 2009.
15. Фонетико-орфографічна адаптація англізмів: українсько-чеські паралелі // Мово рідна, слово рідне. Prace naukowe ofiarowane Doktor Bozenie Zinkiewicz-Tomanek. — Краків, 2009. — С. 163—170.
16. «Всесвітня декларація мовних прав»: український контекст // Соціолінгвістичні студії. — К., 2010. — С. 51-57.
17. Мовна політика в сучасній Україні // Ukraina Irredenta. Literatura i jezyk Ukrainy XX wieku. — Studia Ruthenica Cracoviensia 5. — Kracow: Wydawnicrwo Uniwersitetu Jagellonskiego, 2011. — S. 141—149.
18. Мовна ситуація в сучасній Україні наприкінці ХХ ст. Інновації в системі мови та тенденції її розвитку. Українська мова в Новому Світі // Історія української культури. — Т. 5. — Кн. 1. — Наукова думка, 2011. — с. 286—301.
19. Англійські імена українською мовою (1, 2) // Культура слова. — 2011.- № 75. — С. 134—147; // Культура слова. — 2012. — № 76. — С. 107—118.
20. Переклад і міжмовна ідентифікації власних імен // Академік Олександр Савич Мельничук і сучасне мовознавство. — К., 2012. — С. 228—236.
21. Екологія мови в Україні: динаміка мовної ситуації і пошук балансу // Екологія мови і мовна політика в сучасному суспільстві. — К.: Вид. дім Д. Бураго, 2012. — С. 7-18.
22. Сучасні тенденції в розвитку слов'янської соціолінгвістичної термінології (статус мов). — Мовознавство № 2-3. — 2013. — С. 163—183.
23. Мовні права як категорія соціолінгвістики — Мовознавство № 5. — 2013. — С. 4-12.
24. Статус мови як інструмент мовного планування // Мова, культура, самоідентичність. — К., 2013. — С. 138—148.
25. Проблема мовних прав у сучасній соціолінгвістиці // Мовні права в сучасному світі. — Ужгород, 2014. — С. 22-37.
26. Мовні права загрожених мов: діахронічна проекція // Загрожені мови. Кримськотатарська та інші тюркські мови в Україні. К., 2016, — С. 86-92.
27. Європейські засади мовної політики Мовознавство. — № 2. — 2016. — С. 3-14.
28. Ю. О. Жлуктенко і сучасна українська соціолінгвістика // Національна пам'ять у філології: спадщина професора Юрія Олексійович Жлуктенка. — Львів, 2017. — С. 63-70.
29. Лінгвістична експертиза як науково-дослідний жанр // Криміналістика і судова експертиза. Міжвідомчий науково-методичний збірник. — Вип. 61. — К., 2016. –  С. 550—558.
30. Ukrainian Language Legislation and the National Crisis // The battle for Ukrainian. A Comparative Perspective — Harvard University Press, 2016. — P. 365—387.
31. Мовне законодавство й мовне планування в сучасній Україні. –  Мовознавство. — № 4. — 2017.
32. Українська наукова спільнота як суб'єкт мовної політики // ІХ Міжнародний конгрес україністів. Історія // Збірник наукових статей (До 100 річчя Національної академії наук України. — К., 2018. — С. 96-104.
33. Мовна політика: європейські критерії і Україна.  –  Українське мовознавство.  – Вип 1 (49). — К.,  ВПЦ «Київський університет», 2019.– С. 9-31.
34. Критерії оцінювання мовної політики // Мовне законодавство і мовна політика: Україна, Європа, світ. – К., 2019. – С. 25-49.
35. Право на мову: європейський соціолінгвістичний контекст і Україна // Українська мова і європейський лінгвокультурний контекст – К., 2019. – С. 68-92.